# Chili com carne
Chili com carne (pronúncia espanhola: [ˈtʃili kon ˈkaɾne]), ou simplesmente chili, que significa "chili com carne", é um estufado picante contendo pimenta chili (às vezes na forma de chili em pó), carne (geralmente carne bovina), tomates e, muitas vezes, feijão carioca ou feijão vermelho. Outros temperos podem incluir alho, cebola e cominho. O prato originou-se no norte do México ou no sul do Texas.
Os tipos de carne e outros ingredientes utilizados variam de acordo com os gostos geográficos e pessoais. As receitas provocam polêmica entre os aficionados, alguns dos quais insistem que a palavra chili se aplica apenas ao prato básico, sem feijão e tomate. Chili com carne é um prato comum para cozinhar e pode ser usado como acompanhamento, guarnição ou ingrediente em outros pratos, como sopas ou salsas.